# 太陽館 (名古屋市)
太陽館（たいようかん）は、愛知県名古屋市中区大須2丁目16-26にあった映画館。

## 歴史

### 戦前の歴史

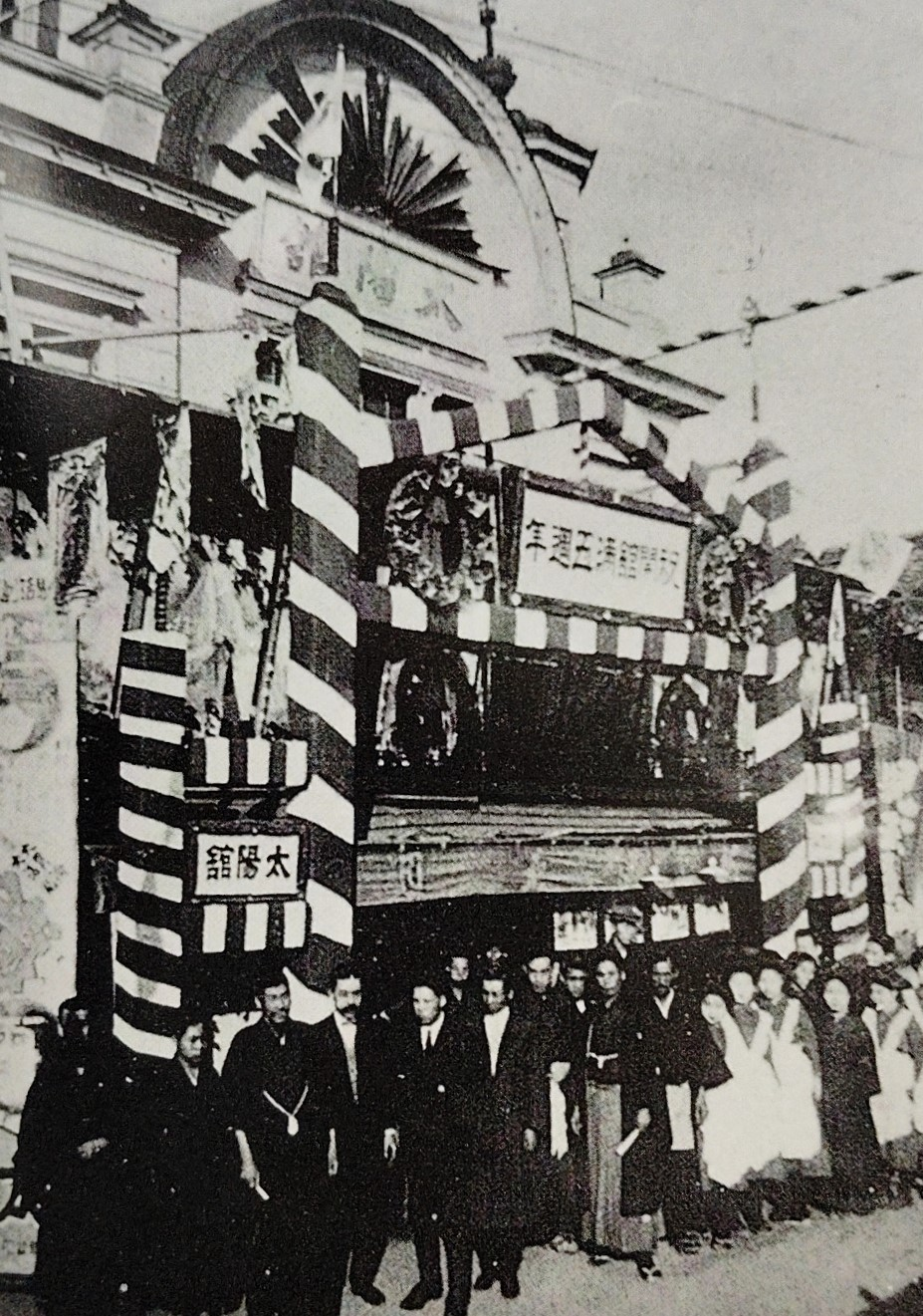
1925年の太陽館

1912年（明治45年）7月5日、名古屋市中区門前町（大須）の浪越公園跡地に太陽館が開館した。浅間通（戦後の大須通、現在の大須観音通）に面した場所である。文明館と電気館に次いで、大須で3番目の活動写真館であり、活動弁士が活躍するサイレント映画の上映館だった。総敷地は185坪であり、900人を収容する劇場だった。
1920年（大正9年）11月には古川為三郎によって買収され、1921年（大正10年）1月5日に新装開館した。1923年（大正12年）にはマキノ映画の上映が主体となった。古川為三郎は太陽館のほかに、大須に帝国館、帝国座、大勝館などを開館させている。

### 戦後の歴史
太平洋戦争末期の1945年（昭和20年）、空襲で建物が焼失した。1946年（昭和21年）12月に再建されると、1947年（昭和22年）元旦には大須グランド劇場として開館し、その後にはムービー太陽に改称した。1950年（昭和25年）の映画館名簿には経営者として古川商会と中野重邦が併記されているが、1953年（昭和28年）までには中野重郎が単独の経営者となった。1955年（昭和30年）9月には大須東宝に改称し、その後元の太陽館に改称した。
1978年（昭和53年）頃には成人映画館となったが、1984年（昭和59年）12月に一般向け映画館に戻った。1985年（昭和60年）3月29日をもって閉館した。閉館時の経営者は中野重郎である。太陽館の閉館によって、大須の映画館は大須名画座のみとなった。
跡地はまずヘラルドフーズの喫茶店となり、その後シャポーブラン大須本店となった。2021年（令和3年）には跡地にドラッグストアのV・drug大須店が開店した。